# 殉死と自殺の差は記事になるかならないか
「殉死と自殺の差は記事になるかならないか」（じゅんしとじさつのさはきじになるかならないか、原題: The Only Difference Between Martyrdom and Suicide Is Press Coverage）は、アメリカ合衆国のポップ・ロック・バンドであるパニック!アット・ザ・ディスコの楽曲。2005年9月27日にデビュー・シングルとしてスタジオ・アルバム『フィーバーは止まらない』と同時発売された。『ビルボード』誌のHot 100で最高位77位、Alternative Songsで最高位5位を記録した。

## 背景・曲の構成
楽曲のタイトルはパニック!アット・ザ・ディスコの楽曲の中で長いタイトルの1つとなっており、このタイトルは1999年に発表されたチャック・パラニュークの小説『サバイバー』から引用している。バンドのマネージャーであるスコット・アーデルベルクによれば、仮タイトルは「Applause」。
本作はアコースティック・ギターが先導するパーティーソングとなっており、曲の中盤には電子音を使用したダンス調のセクションが含まれている。曲のキーはF♯マイナーで、テンポは170BPM。

## 評価
『Gigwise』のジョナサン・ディーマーは、パニック!アット・ザ・ディスコが「約3分の日常を描くエモ・ポップの逸品を提供するためにじゅうぶんに団結している」ことを示す「完璧な例」として本作を挙げた。『CDJournal』は、本作をパニック！アット・ザ・ディスコこそが音楽シーンの新たな主役であることを宣言する、不敵かつエネルギッシュなロックンロール・ナンバーと紹介している。
『ビルボード』誌が発表した「（評論家が選んだ）史上最高のパニック!アット・ザ・ディスコの楽曲10選」では第4位にランクインした。

## バージョン違い
トミー・サンシャインによってリミックスバージョンが制作されている。このリミックスバージョンは、2006年に公開された映画『スネーク・フライト』で使用され、同作のサウンドトラック・アルバムにも収録された。また、2006年5月22日にオーストラリアで発売されたCDシングル『アイ・ライト・シンズ・ノット・トラジェディーズ〜いつわりのウェディング』にも収録された。
2008年12月に発売されたライブ・アルバム『ライヴ・イン・シカゴ』には、『ホンダ・シヴィック・ツアー』のシカゴ公演でのライブ音源が収録された。2017年に開催された『Death of a Bachelor Tour』では、「『フィーバーは止まらない』メドレー」の1曲として演奏され、当時のライブ音源が同年12月に発売されたライブ・アルバム『All My Friends We're Glorious: Death of a Bachelor Tour Live』に収録された。

## クレジット
※特記を除き、出典は『フィーバーは止まらない』のブックレット
パニック!アット・ザ・ディスコ
- ブレンドン・ユーリー – ボーカル、ギター、ベース、キーボード、ピアノ、アコーディオン、オルガン
- ライアン・ロス – ギター、作詞、キーボード、ピアノ、アコーディオン、オルガン
- スペンサー・スミス – ドラム、パーカッション

制作
- マット・スクワイア – プロデュース、エンジニア、ミキシング
- パニック!アット・ザ・ディスコ – アディショナル・プロダクション
- UEナスタシ – マスタリング

## チャート成績
| チャート (2006年)                | 最高位 |
| -------------------------------- | ------ |
| US Billboard Hot 100             | 77     |
| US Alternative Songs (Billboard) | 5      |
| US Mainstream Top 40 (Billboard) | 38     |

## 認定
| 国/地域                          | 認定     | 認定/売上数 |
| -------------------------------- | -------- | ----------- |
| アメリカ合衆国 (RIAA)            | Platinum | 1,000,000   |
| 認定のみに基づく売上数と再生回数 |          |             |